# Quioucohanock
Quioucohanock (Quiyoughcohanock, Quiyoughnohanock) /= gull river people, Gerard/ nekadašnje pleme Powhatan konfederacije s južne obale rijeke James u okrugu Surry u Virginiji. Njihovo istoimeno glavno selo i rezidencija werowance, zvano i Tapahanock, nalazilo se istočno od Upper Chipoak Creeka. Prvi ih je posjetio 5. svibnja 1607. kapetan Gabriel Archer.
Populacija im je 1608. iznosila 125. Ostali nazivi za njih javljaju se u nekoliko varijatni ovog imena: Quiocohànoes (Jefferson); Quiocohanses (Boudinot, 1816), Quiyougcohanocks (Smith), Quiyoughcohanocks (Strachey), Quiyoughnohanocks (Pots u Smith 1629, pogreška).